# Prad am Stilfserjoch

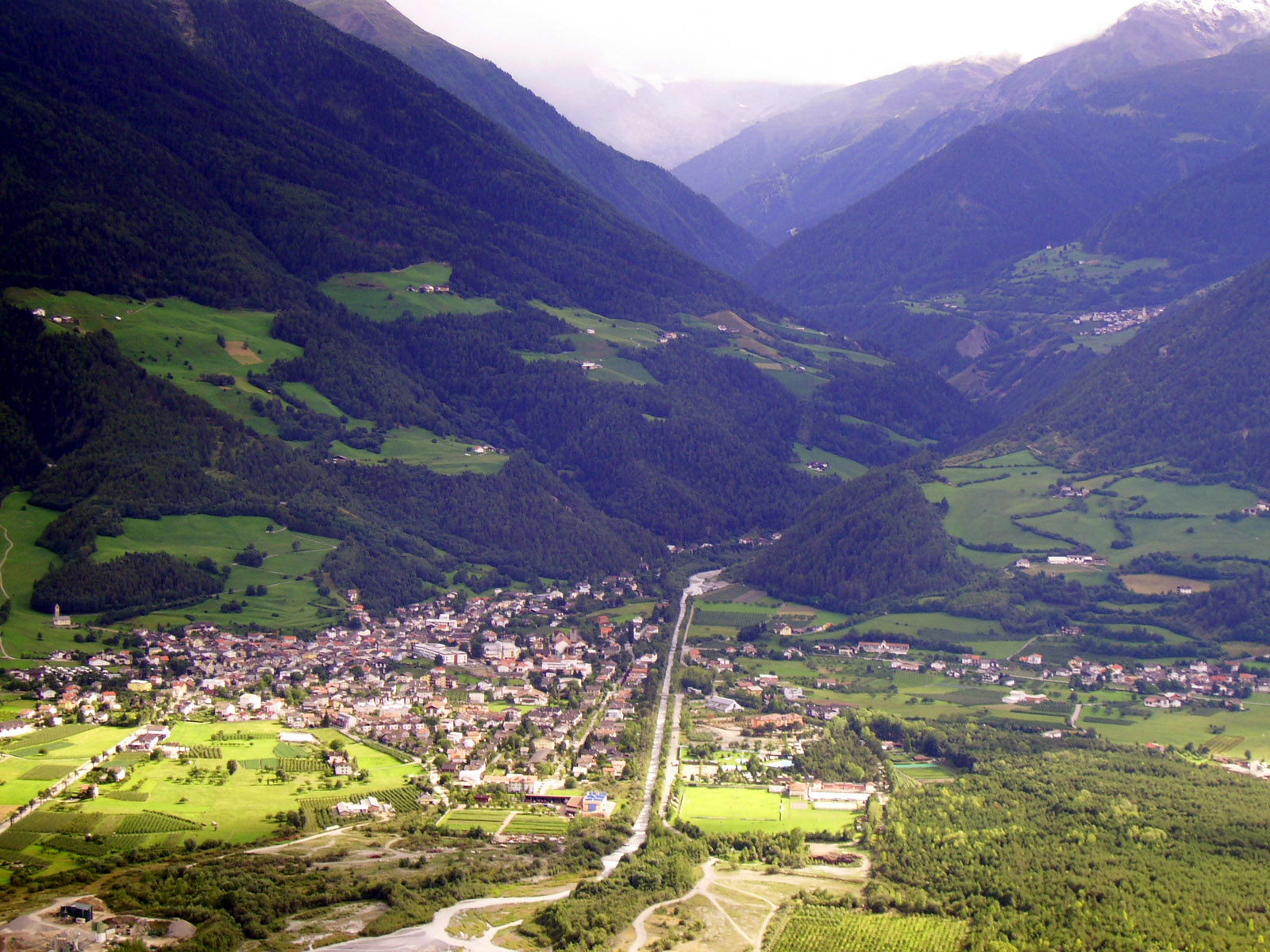
Blick auf Prad in südlicher Richtung. In der Bildmitte der begradigte Suldenbach

Prad am Stilfserjoch ([praˑt]; italienisch: Prato allo Stelvio) ist eine italienische Gemeinde mit 3869 Einwohnern (Stand 31. Dezember 2023) im Vinschgau in Südtirol rund 20 Kilometer westlich von Schlanders. Sie ist etwa 15 Straßenkilometer von der schweizerischen und rund 30 von der österreichischen Grenze entfernt.

## Geografie

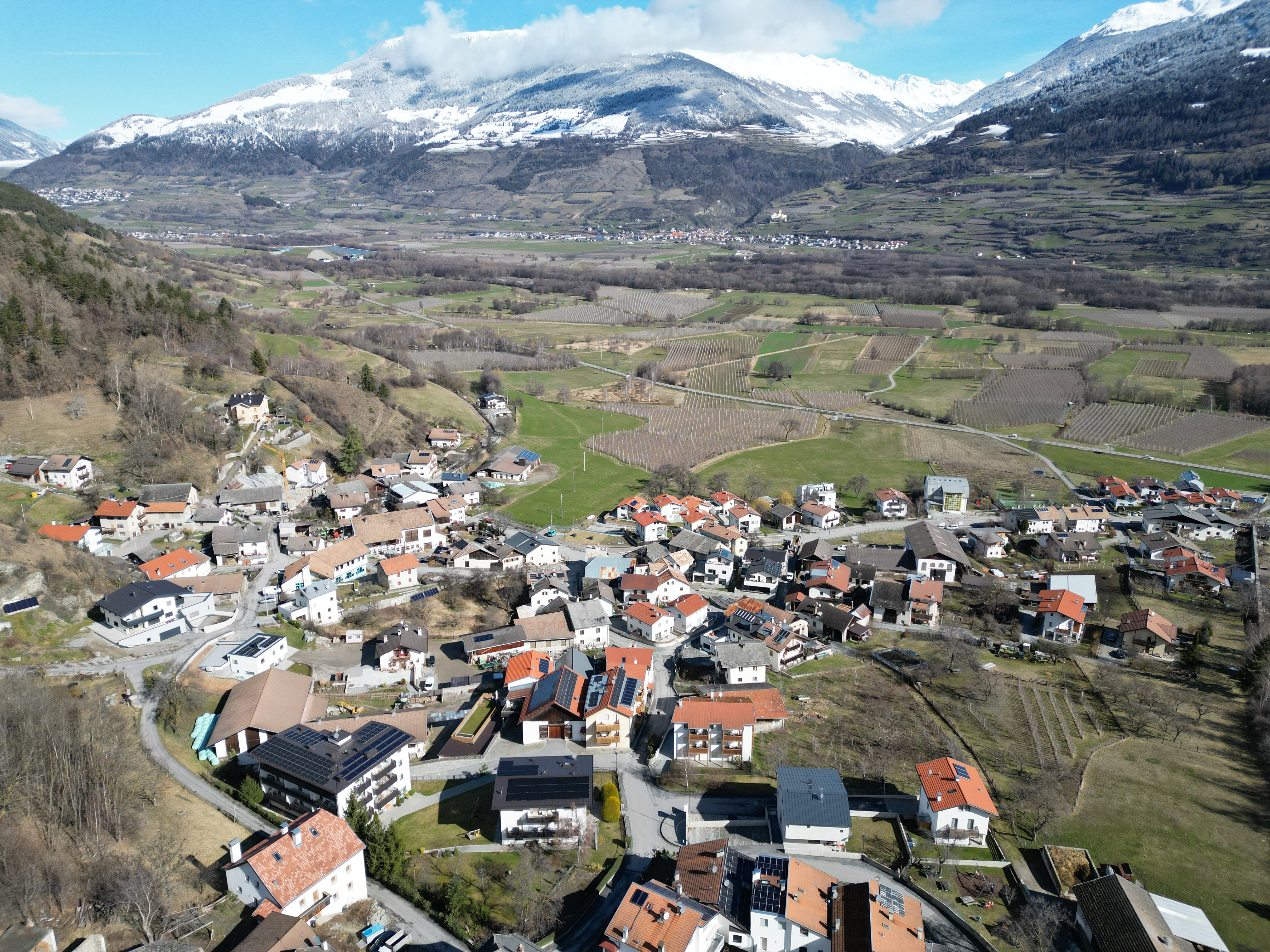
Fraktion Lichtenberg

Die Gemeinde Prad liegt im Vinschgau im Westen Südtirols. Alle drei dörflichen Siedlungen der Gemeinde (Prad, Agums, Lichtenberg) sind auf der orographisch rechten Seite des Etschtals aufgereiht. Der Hauptort Prad (915 m) befindet sich am Ausgang des Suldentals. Durchquert wird Prad vom Suldenbach, der etwas nordöstlich vom Hauptort gegenüber von Spondinig in die Etsch mündet.
Der zu Prad gehörende Eingangsbereich des Suldentals wird beidseitig von Kämmen überragt, die zu den Ortler-Alpen gerechnet werden und im Nationalpark Stilfserjoch unter Schutz gestellt sind. Am Piz Chavalatsch (2763 m, Teil des Chavalatschkamms) im äußersten Westen berührt das Gemeindegebiet die italienisch-schweizerische Grenze zum Kanton Graubünden. Im Süden, die Hänge des Nördersbergs überragend, findet Prad an der Tschenglser Hochwand (3375 m; zu den Laaser Bergen gezählt) seinen höchsten Punkt.

## Klima
Das Klima in Prad ist gemäßigt. Im Sommer steigen die Temperaturen bis auf 30 Grad und mehr. Im Winter kann die Temperatur in klaren und windstillen Nächten auf −10 bis −15 Grad sinken. Die meisten Niederschläge fallen im Sommer und Herbst. Durchschnittlich gibt es im Jahr zwischen 600 und 700 mm Niederschlag.

## Geschichte
Vorgeschichtliche Funde gibt es bei der Kapelle St. Christina und auf dem Katzenbichl, ebenso auf dem Bichl hinter St. Jakob.
Der Ortsname wurde erstmals 1187 als Prada verschriftlicht. Es handelt sich um einen häufigen Tiroler Flurnamen, der auf lateinisch prata ‚Heide‘ zurückgeht.
Die Gemeinde Prad wurde 1929 durch die Angliederung der bis dahin eigenständigen Gemeinden Lichtenberg und Stilfs deutlich vergrößert; Stilfs wurde jedoch 1953 wieder zur selbstständigen Gemeinde erhoben.

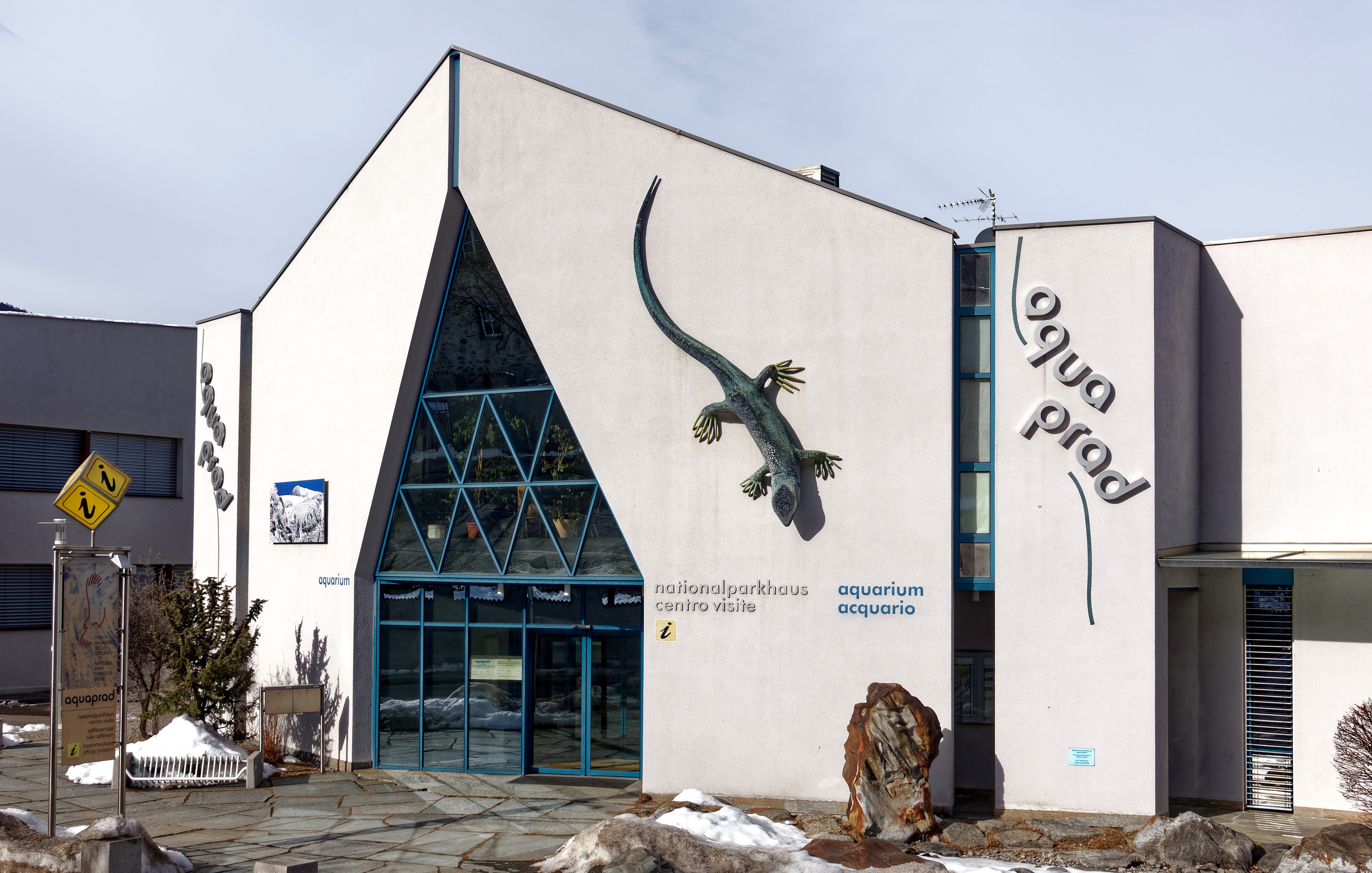
Das Nationalparkzentrum Aquaprad.

1958/59 wurde der Hauptplatz neu gestaltet. Auch der Mühlbach wurde verbaut bzw. überdeckt, er fließt nur noch im Südosten des Ortes oberirdisch. Um an den einstigen Verlauf des Baches zu erinnern, wurde dieser auf dem Straßenbelag mit Bachkieseln gekennzeichnet.

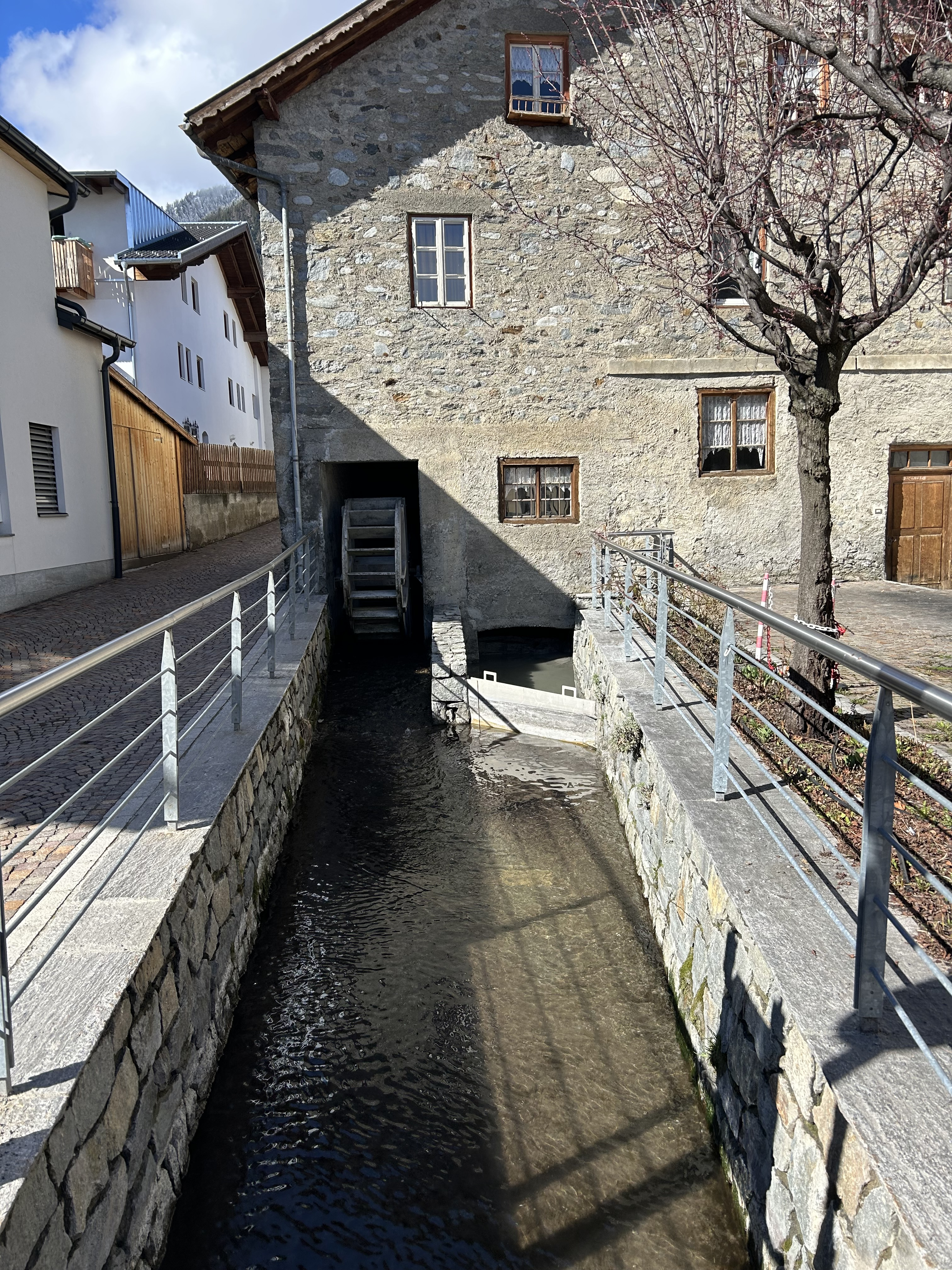
Mèhlbach
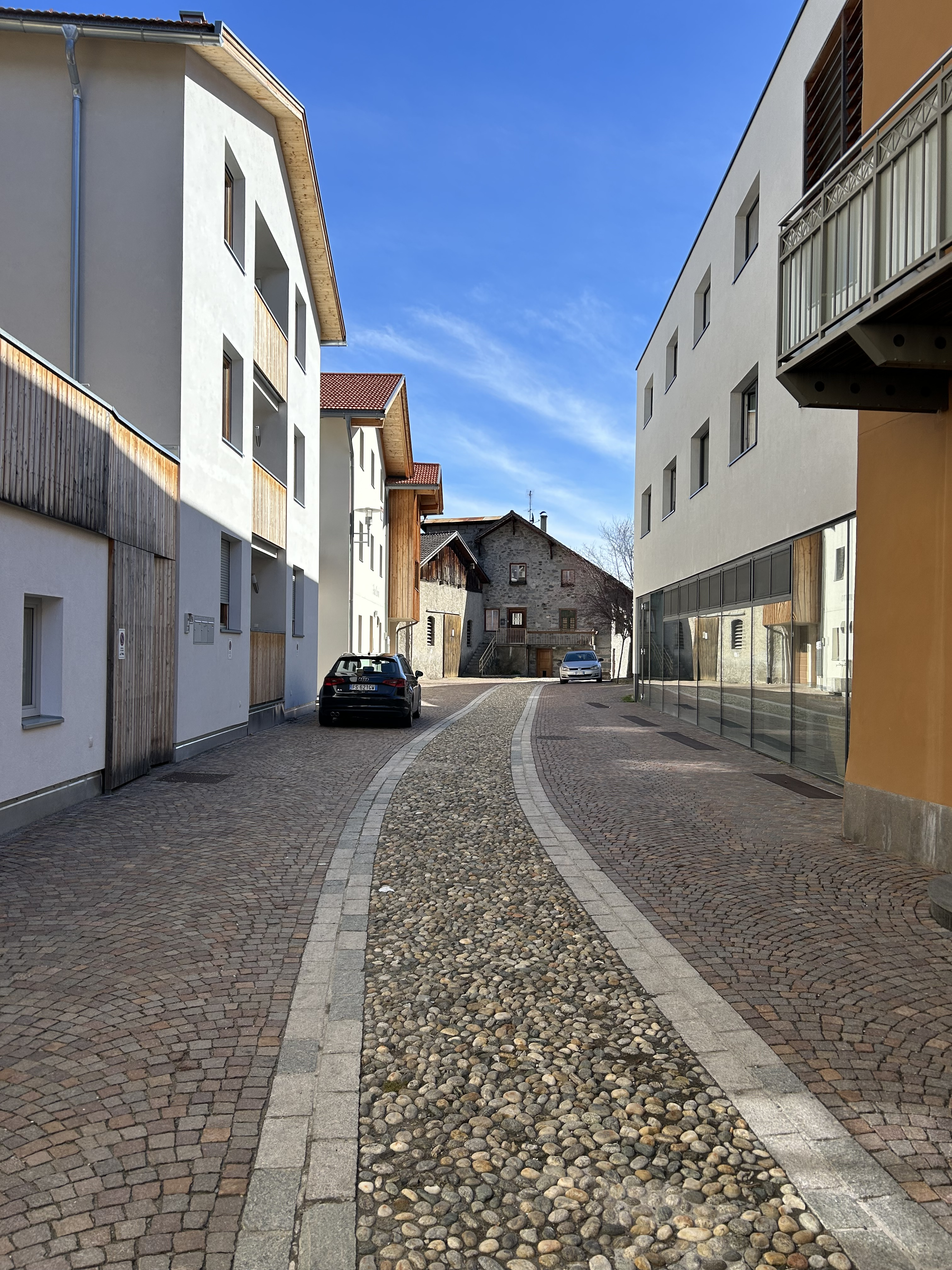
Der einstige Verlauf des Baches

## Sehenswürdigkeiten

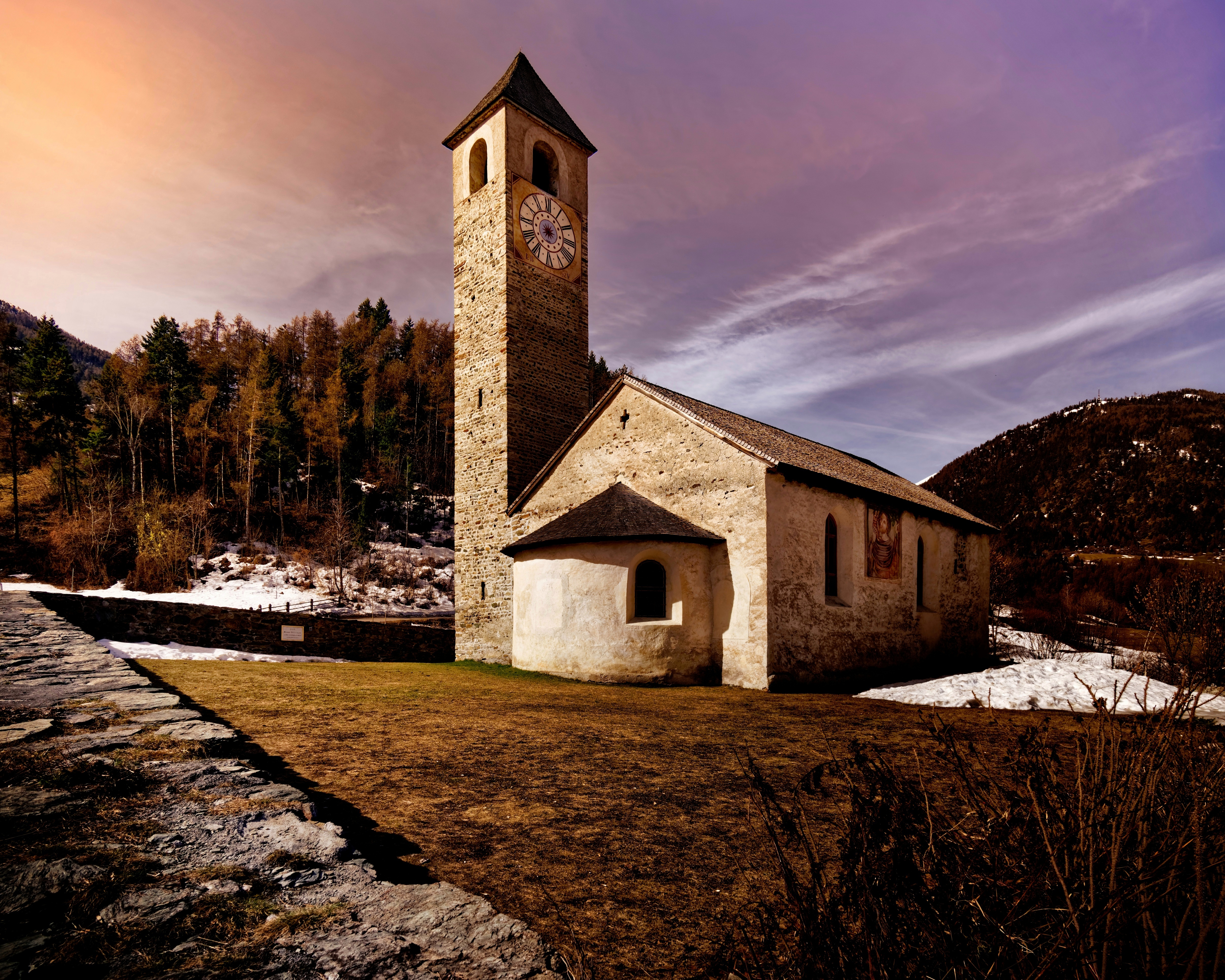
St. Johann in Prad

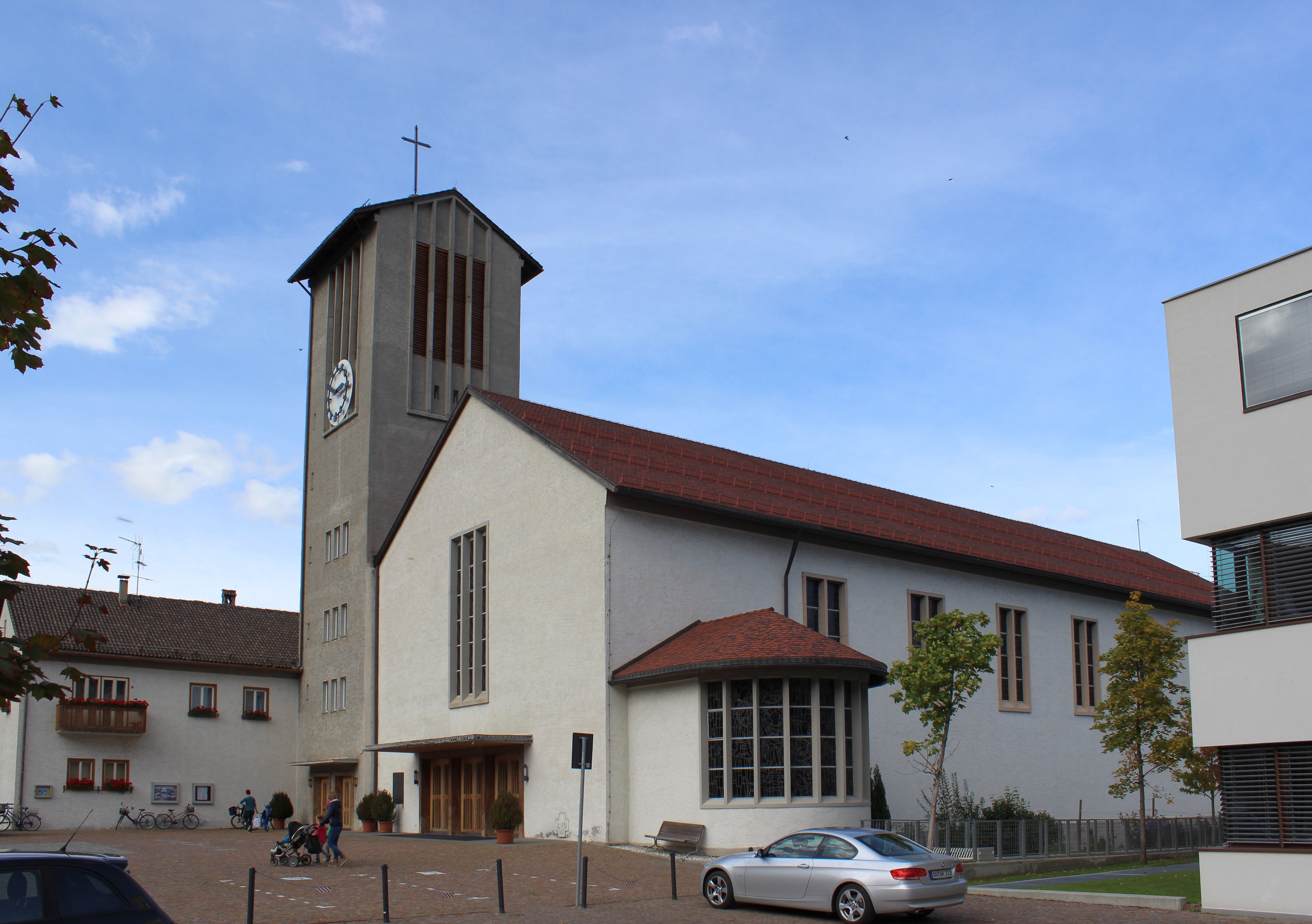
Pfarrkirche Maria Königin

- Die romanische Kirche St. Johann als ältestes Gotteshaus der Gemeinde Prad
- Die Kirche St. Georg im Ortsteil Agums: eine gotische Kirche, mit dem „Großen Herrgott“, ein 4 m hohes Kruzifix
- Die Herz-Jesu-Kapelle oberhalb von Agums
- Die Pfarrkirche Maria Königin: 1955–1958 vom Architekten Albert Otto Linder errichtet, mit Seitenaltären, gestaltet vom Prader Künstler Hans Ebensperger
- Der Kalkofen im Ortsteil Schmelz
- Besucherzentrum des Nationalpark Stilfserjoch - aquaprad: 14 Aquarien mit heimischen Fischarten im UG sowie Wechselausstellungen im OG
- Prader Sand: ein weites naturbelassenes Gebiet mit ausgeprägter Vegetation (Trockenau und Flussdelta)
- Burgruine Lichtenberg: eine verfallene Burg in der Fraktion Lichtenberg
- Die Kirche St. Christina: eine kleine romanische Kirche in der Fraktion Lichtenberg

## Politik

### Bürgermeister
Gewählte Bürgermeister seit 1951:
- 1951–1953: Alfred Karner
- 1953–1967: Hubert Gapp
- 1967–1985: Georg Stillebacher
- 1985–2005: Herbert Gapp
- 2005–2015: Hubert Pinggera
- 2015–2020: Karl Bernhart
- seit 2020: Rafael Alber

### Wappen
Das Ortswappen von Prad besteht aus drei gelben Ähren, welche einem roten Boden entspringen. Der Hintergrund ist blau (Himmel).

## Bevölkerung
Prad ist gemäß den erhobenen Sprachgruppenzugehörigkeitserklärungen bzw. Sprachgruppenzuordnungserklärungen eine weitgehend deutschsprachige Gemeinde. Als Berechnungsgrundlage der folgenden Prozentwerte wurden die gültigen Erklärungen von Personen mit italienischer Staatsbürgerschaft herangezogen.
| Sprache     | 1981    | 1991    | 2001    | 2011    | 2024    |
| ----------- | ------- | ------- | ------- | ------- | ------- |
| Deutsch     | 96,85 % | 96,64 % | 96,93 % | 97,21 % | 95,60 % |
| Italienisch | 3,11 %  | 3,22 %  | 2,90 %  | 2,73 %  | 4,28 %  |
| Ladinisch   | 0,04 %  | 0,14 %  | 0,17 %  | 0,06 %  | 0,12 %  |

## Bildung
In der Gemeinde Prad gibt es Bildungseinrichtungen für die deutsche Sprachgruppe. Zu diesen gehören zwei Kindergärten und Grundschulen im Hauptort Prad und in Lichtenberg sowie eine Mittelschule im Hauptort.

## Verkehr
Für den Kraftverkehr ist Prad in erster Linie durch die SS 38 erschlossen, die den Hauptort der Gemeinde durchquert und von hier über das Sulden- und Trafoital weiter zum Stilfser Joch ansteigt. Die LS/SP 50 führt vom Hauptort durch Agums und an Lichtenberg vorbei Richtung Glurns. Auf dem Gemeindegebiet befindet sich der Bahnhof Spondinig der Vinschgaubahn. Anschluss an den regionalen Radverkehr bietet in Prad die durch den Hauptort verlaufende Radroute 2 „Vinschgau–Bozen“.

## Persönlichkeiten

### Ehrenbürger
- Moritz Erwin von Lempruch (1871–1946), k.u.k. Oberst
- Otto Saurer (1943–2020), Politiker
- Georg Paulmichl (1960–2020), Schriftsteller und Maler
- Gustav Thöni (* 1951), Skirennläufer, Skirenntrainer und Hotelier
- Franz Josef Schick
- Ignaz Theiner
- Anton Karner
- Josef Rainalter
- Alois Baldauf
- Johann Josef Schöpf
- Josef Pinggera

### Söhne und Töchter des Ortes
- Cassian Primisser (1735–1771), Zisterzienserpater
- Johann Baptist Primisser (1739–1815), Bibliothekar, Archäologe und Museumsfachmann
- Johann Friedrich Primisser (1757–1812), Dichter und Archivar
- Kaspar Unterkircher (1774–1836), katholischer Theologe
- Christian Kuntner (1962–2005), Extrembergsteiger